# Ochropleura perirrorata
Ochropleura perirrorata är en fjärilsart som beskrevs av George Francis Hampson 1902. Ochropleura perirrorata ingår i släktet Ochropleura och familjen nattflyn. Inga underarter finns listade i Catalogue of Life.